# Anchieta, Espírito Santo
Anchieta este un oraș în unitatea federativă Espírito Santo (ES) din Brazilia.